# FN F2000
FN F2000은 파브리크 나시오날 드 에르스탈(Fabrique Nationale de Herstal)에 의해 생산되는 불펍 돌격소총이다. 5.56 × 45 mm NATO 탄, STANAG 탄창(M16 소총 탄창)을 사용한다. 쇼트 스트로크 가스 피스톤 방식을 사용한다. 탄피가 전방으로 배출되어 왼쪽 혹은 오른쪽 어느 쪽 어깨로도 사격할 수 있다. 이는 불펍 방식의 여러 단점 중 하나를 해소한 것이다. 불펍 방식이기 때문에 G36K, M4 카빈 보다 전체 길이는 짧으나, 총열 길이는 더 길어 정확도가 뛰어나다. 단점으로는 기존 카빈들보다 무겁다는 것이 있다.
2001년에 출시되었으며, 칠레 육군 특수부대에서 사용 중이다.

## 사용 국가
- 파키스탄: 파키스탄 공군 특수부대 SSW(Special Service Wing)에서 사용한다.
- 벨기에: 벨기에 육군 특수부대에 의해 2004년부터 도입되었으며, 현재는 FN FNC의 후속작으로 일반 보병 부대에도 한 분대당 2정씩 보급되고 있다.
- 사우디아라비아: 사우디 국가방위군(Saudi Arabian National Guard)에서 2005년에 도입하였다.
- 슬로베니아: F2000 Tactical을 바탕으로 개량된 F2000 S가 예비군을 포함한 전군의 제식 소총으로 채택되어 보급되고 있다. 2012년까지 1만 4천 정을 구입할 예정이다.
- 모리타니
- 페루: 육군 특수부대에서 사용한다.
- 아르헨티나: 특수부대에서 사용 중이다.
- 칠레:공군 소속 특수부대가 사용 중이다.

## 대중 문화
- PC Game
  - 콜 오브 듀티: 모던 워페어 2
  - 피망 게임
  - A.V.A
  - 배틀필드 3
  - 배틀필드 4
  - 넥슨/크라이텍
  - 워페이스
  - 레인보우 식스 시즈
  - S.T.A.L.K.E.R. 시리즈
    - 후반에 모노리스 팩션이 사용하는 것을 볼 수 있으며 개인용 모드로 FN F2000 프로토타입을 추가시킬 수 있다.

## 같이 보기
- 슈타이어 AUG
- SA80
- FAMAS
- DAR21
- TAR21
- SAR21
- FN P90